# Puerto comercial marítimo internacional de Bakú
El puerto de Bakú o puerto marítimo comercial internacional de Bakú (en azerí: Bakı Beynəlxalq Dəniz Ticarət Limanı) es un puerto marítimo comercial de la bahía de Bakú, en la costa de la ciudad homónima, capital de Azerbaiyán. La entrada principal da a la avenida Neftchiler. El puerto de Bakú fue construido en 1902 y desde entonces ha sido el más grande y concurrido del mar Caspio. Ha desempeñado un papel primordial en el comercio del Caspio desde hace más de cien años y es la principal puerta de entrada marítima a Azerbaiyán.

## Historia
El puerto de Bakú fue construido en el año 1920. El Puerto está ubicada en la intersección estratégica entre Europa y Asia, y en las proximidades de considerables mercados como China, Turquía, Irán y Rusia.
El nuevo puerto marítimo internacional de Bakú se puso en funcionamiento el 14 de mayo de 2018. 
El edificio del puerto fue fundado en 1970. Actualmente desde el puerto recién reconstruido salen los buques transbordadores hacia Kazakstán, Turkmenia y Rusia, dos barcos realizan itinerarios a Rocas petroleras. En el puerto hay salones de ceremonias para 120 personas, de conferencias para 400 personas, habitaciones de invitados u otros servicios. 
El 16 de octubre de 2019 el puerto de Bakú se convirtió en el primer puerto de la región del mar Caspio en recibir el certificado PERS (primer puerto verde) - "EcoPorts" de la Organización Europea de Puertos Marítimos.

### Congreso mundial
El 9 de mayo de 2018, la Asociación Internacional de Puertos celebró la conferencia intermedia del Congreso mundial de Puertos en Bakú.